# Aeroportul Soure
Aeroportul Soure (IATA: SFK, ICAO: SNSW) este un aeroport din Soure, Pará, Brazilia ce deservește zona Soure. Aeroportul a fost tranzitat în 2007 de 9 pasageri. A fost numit după Soure⁠(d).
Situat la o altitudine de 13 m, aeroportul dispune de 1 pistă.

## Infrastructură

### Piste
Aeroportul dispune de o singură pistă. Pista 6/24 are suprafața de asfalt și dimensiunile 1.100 m × 30 m. 